# Rajena
Rajena (en népalais : रजेना) est un comité de développement villageois du Népal situé dans le district de Surkhet. Au recensement de 2011, il comptait 3 062 habitants.